# 악보 작성 프로그램
악보 작성 프로그램은 악보를 작성하기 위해 사용되는 프로그램이다.

## 프로그램 목록
- MuseScore
- LilyPond
- 노트워시 컴포저
- 피날레
- 시벨리우스

## 지원 파일 포맷
- 표준 MIDI 파일
- MusicXML
- NIFF(Notation Interchange File Format)

## 같이 보기
- 국제 악보 도서관 프로젝트
- 자동 피아노